# Serrona kernensis
Serrona kernensis är en mångfotingart som beskrevs av Chamberlin R. 1941. Serrona kernensis ingår i släktet Serrona och familjen storjordkrypare. Inga underarter finns listade i Catalogue of Life.